# صحوة الموت
صحوة الموت (بالإنجليزية: Terminal lucidity)‏ عودة غير متوقعة للوعي أو الوضوح العقلي أو الذاكرة قبل الوفاة بفترة وجيزة لدى الأفراد الذين يعانون من اضطرابات نفسية أو عصبية شديدة. وقد أبلغ عنه الأطباء منذ القرن التاسع عشر. ومع ذلك، اعتبارًا من عام 2024، لا يُعتبر الوضوح النهائي مصطلحًا طبيًا ولا يوجد إجماع رسمي على الخصائص المميزة.